# 2779 Mary
2779 Mary eller 1981 CX är en asteroid i huvudbältet som upptäcktes den 6 februari 1981 av den amerikanske astronomen Norman G. Thomas vid Anderson Mesa Station. Den har fått sitt namn efter upptäckarens fru Maryanna Ruth Thomas.
Asteroiden har en diameter på ungefär 6 kilometer.